# Cameri
Cameri är en stad och en kommun i provinsen Novara i regionen Piemonte i norra Italien. Kommunen hade 10 856 invånare (2018) och gränsar till kommunerna Bellinzago Novarese, Caltignaga, Castano Primo, Galliate, Nosate, Novara och Turbigo. Cameri ligger cirka 7 kilometer från staden Novara och 50 kilometer från Milano.
Cameri är vänort till Vännäs kommun i Västerbotten sedan 2003.